# الیاس تیزوالو
الیاس تیزوالو (انگلیسی: Lies Tizioualou؛ زادهٔ ۲۵ مارس ۱۹۶۵) بازیکن والیبال اهل الجزایر بود.